# Ясен Русалиев
Ясен Янев Русалиев е български общественик, кмет на Бургас.

## Биография
Ясен Русалиев е роден през 1852 година в Бургас, тогава в Османската империя. Избран е за кмет на Бургас на 29 август 1880 година. Избран е за депутат в областното събрание на Източна Румелия от анхиалски кантон и в VI обикновено народно събрание. Удостоява френския вицеконсул Леге с титла „Бургаский гражданин“. На 13 август 1890 година е повторно избран за кмет на Бургас. В това време е открита железопътната линия Бургас-Ямбол. На 30 юни 1892 година е упълномощен от съвета да се срещне с министър-председателя Стефан Стамболов във Варна, като след срещата им е отстранен от поста си. Ясен Русалиев се оттегля от обществения живот и до края на живота си управлява семейния чифлик в Ачларе. Умира на 10 октомври 1917 година в Карнобат, като не се жени и не оставя наследници.